# 国民議会 (東ティモール)
国民議会（こくみんぎかい、テトゥン語: Parlamentu Nasionál, ポルトガル語: Parlamento Nacional）は、東ティモール共和国の一院制議会。独立とともにそれまで国連統治下での「制憲議会」から移行して発足した。

## 概要
- 設置年：2002年
- 任期：5年（解散あり）
- 定数：65議席
- 選挙制度：拘束名簿式比例代表制

## 最新の国会選挙
- 実施日　2023年5月21日

選挙の詳細は2023年東ティモール国民議会選挙を参照。　
| 党派別議席数                             | 党派別議席数 |
| 党派                                     | 議席数       |
| ---------------------------------------- | ------------ |
| 東ティモール再建国民会議（CNRT）         | 31           |
| 東ティモール独立革命戦線（フレティリン） | 19           |
| 民主党（PD）                             | 6            |
| クンツ（KHUNTO）                         | 5            |
| 人民解放党（PLP）                        | 4            |

### 2018年国民議会選挙
- 実施日　2018年5月12日

選挙の詳細は2018年東ティモール国民議会選挙を参照。　
| 党派別議席数                                                                                             | 党派別議席数 |
| 党派 | 議席数       |
| --- | ------------ |
| 変化と進歩のための同盟 (東ティモール再建国民会議（CNRT）・ 人民解放党(PLP)・クンツ(KHUNTO)の政党連合）   | 34           |
| 東ティモール独立革命戦線（フレティリン）                                                                 | 23           |
| 民主党（PD）                                                                                             | 7            |
| 民主開発フォーラム (PUDD–東ティモール民主同盟(UDP)・ 改革戦線（フレンティ・ムダンサ、FM）–PDNの政党連合) | 3            |

2017年に選挙が行われ、東ティモール独立革命戦線（フレティリン）が第1党となったが、書記長のマリ・アルカティリが東ティモール再建国民会議のシャナナ・グスマンとの約束を破り首相となった。そのため、東ティモール再建国民会議と連立を組むことが出来なくなり、更には、他の政党とも組めなかったため、少数与党として政権運営をせざるを得ない状況となった。
その後、約束を破った影響によりシャナナ・グスマンの協力が得られず、野党が徹底抗戦したため、政府提出の法案二本がブロックされ、予算の成立も見込めない状況へと陥ってしまう。行政運営が行き詰まった状況を打開するために、2018年に選挙が行われた。
選挙の結果、変化と進歩のための同盟（東ティモール再建国民会議・人民解放党・クンツの3党連合）が第1党となり、全議席の半分以上を獲得し、東ティモール再建国民会議は、与党へと返り咲いた。

### 2017年国民議会選挙
- 実施日　2017年7月22日

選挙の詳細は2017年東ティモール国民議会選挙を参照。　
| 党派別議席数                             | 党派別議席数 |
| 党派                                     | 議席数       |
| ---------------------------------------- | ------------ |
| 東ティモール独立革命戦線（フレティリン） | 23           |
| 東ティモール再建国民会議（CNRT）         | 22           |
| 人民解放党(PLP)                          | 8            |
| 民主党（PD）                             | 7            |
| クンツ(KHUNTO)                           | 5            |

### 2012年国民議会選挙
- 実施日　2012年7月7日

選挙の詳細は2012年東ティモール国民議会選挙を参照。　
| 党派別議席数                             | 党派別議席数 |
| 党派                                     | 議席数       |
| ---------------------------------------- | ------------ |
| 東ティモール再建国民会議（CNRT）         | 30           |
| 東ティモール独立革命戦線（フレティリン） | 25           |
| 民主党（PD）                             | 8            |
| 改革戦線（フレンティ・ムダンサ）         | 2            |

2012年7月の国民議会選挙の結果、シャナナ・グスマン首相が率いる与党CNRTが65議席中30議席を獲得して第1党となり、選挙前の第1党であったフレティリンは25議席で第2党に後退した。この他に民主党が8議席、フレティリンから離党した勢力が結成したフレンティ・ムダンサは2議席を獲得した。CNRTのみでは過半数には達しなかったため、民主党とフレンティ・ムダンサを加えた3党による連立政権を8月8日に発足させ、グスマンは首相2期目を務めることになった。

### 2007年国民議会選挙
- 実施日　6月30日

| 党派別議席数                                              | 党派別議席数 |
| 党派                                                      | 議席数       |
| --------------------------------------------------------- | ------------ |
| 東ティモール独立革命戦線(フレティリン)                    | 21           |
| 東ティモール再建国民会議（CNRT）                          | 18           |
| ティモール社会民主協会（ASDT）、社会民主党（PSD）の連立   | 11           |
| 民主党（PD）                                              | 8            |
| 国民統一党(PUN)                                           | 3            |
| ティモール闘士連合（KOTA）とティモール大衆党（PPT）の連立 | 2            |
| ティモール民族抵抗民主国民連帯党（UNDERTIM）              | 2            |

2007年6月の議会選挙でフレティリンは、前大統領シャナナ・グスマンが東ティモール再建国民会議（CNRT）を結成して選挙に挑んだ為、65議席中21議席と大幅に議席を減らしてしまった。かろうじて第1党となるも、グスマン率いる、CNRTに18議席をとされた。ジョゼ・ラモス＝ホルタ大統領は挙国一致内閣の構想を唱えるも、フレティリンの賛同を得ず、グスマンを首班に野党連合(CNRT、ASDT、PSD、PD）による組閣を行った。フレティリンは第1党から首相を選出するという東ティモール憲法に違反すると異を唱えているが、議会は正常に機能している。
| 党派                                      | 男性 | 女性 | 合計 |
| ----------------------------------------- | ---- | ---- | ---- |
| 東ティモール独立革命戦線 FRETILIN         | 16   | 5    | 21   |
| 東ティモール再建国民会議 CNRT             | 11   | 7    | 18   |
| 民主党 PD                                 | 6    | 2    | 8    |
| 社会民主党 PSD                            | 3    | 3    | 6    |
| ティモール社会民主協会 ASDT               | 4    | 1    | 5    |
| 国民統一党 PUN                            | 1    | 1    | 2    |
| ティモール民族抵抗民主国民連帯党 UNDERTIM | 2    | 0    | 2    |
| ティモール闘士連合 KOTA                   | 1    |      | 1    |
| ティモール大衆党 PPT                      | 1    | 0    | 1    |
| 無所属 Independente                       | 1    |      |      |
|                                           | 46   | 19   | 65   |

出典：Deputados e Bancadas Parlamentares.東ティモール国民議会ホームページ（2012年3月17日閲覧）　

## 参考・外部リンク
- PARLAMENTO NACIONAL
- 列国議会同盟（Inter-Parliamentary Union）（英語）